# 莫尔萨斯科
莫尔萨斯科（義大利語：Morsasco），是意大利亚历山德里亚省的一个市镇。总面积10.21平方公里，人口706人，人口密度69.1人/平方公里（2009年）。ISTAT代码为006112。